# Heliconius aranea
Heliconius aranea är en fjärilsart som beskrevs av Fabricius 1793. Heliconius aranea ingår i släktet Heliconius och familjen praktfjärilar. Inga underarter finns listade i Catalogue of Life.